# Puisieux (Aisne)
Pour les articles homonymes, voir Puisieux.
Puisieux est une localité de Puisieux-et-Clanlieu, dont elle est le chef-lieu, et une ancienne commune française, située dans le département de l'Aisne en région Hauts-de-France.

## Toponymie
Le nom de la localité est attesté sous les formes Pusellis (1172) ; Puteolis (1187) ; Puteolis-in-Therasca (1261) ; Puisius (1266) ; Puiseus (1272) ; Puisiex, Puisieus (1273) ; Puisex (1297) ; Puisieux-lez-Coulonfay (1411) ; Puisieulx (1568) ; Puiseul (1609) ; Puissieux (1630) ; Puisseux (1670) ; Puissieu (1678) ; Puysieux (1745).

Du latin puteus et du diminutif -eolum au pluriel « petits puits », « troux, fosses », « gouffres, fosses très profondes », « puits d’eau vive » ou même « puits de mine ». Son sens s’est ensuite étendu au « trou creusé pour atteindre une nappe d’eau souterraine ».

## Histoire
La commune de Puisieux a été créée lors de la Révolution française. Le 2 juin 1819, elle fusionne avec la commune voisine de Clanlieu par ordonnance et la nouvelle entité prend le nom de Puisieux-et-Clanlieu.

## Administration
Jusqu'à sa fusion avec Clanlieu en 1819, la commune faisait partie du canton de Sains-Richaumont dans le département de l'Aisne. Elle appartenait aussi à l'arrondissement de Vervins depuis 1801 et au district de Vervins entre 1790 et 1795. La liste des maires de Puisieux est :
| Période                                  | Période | Identité | Étiquette | Qualité |
| ---------------------------------------- | ------- | -------- | --------- | ------- |
|                                          |         |          |           |         |
| Les données manquantes sont à compléter. |         |          |           |         |

## Démographie
Jusqu'en 1819, la démographie de Puisieux était :
| 1793 | 1800 | 1806 | 1821 |
| ---- | ---- | ---- | ---- |
| 782  | 767  | 765  | 815  |